# دكتور رينتارو
دكتور رينتارو أو د. رينتارو (باليابانية: Dr.倫太郎) (بالروماجي: Dr. Rintaro) هو مسلسل دراما طبي ياباني من أخراج نوبو ميزوتا وكتابة ميهو ناكازونو عرض في 15 أبريل 2015 على قناة NTV اليابانية.

## القصة
رينتارو هينو طبيب نفسي يبلغ من العمر 41 عاما، يعمل في مستشفى الجامعة وهو طبيب ممتاز ذو بصيرة وحدس قويين. له العديد من المؤلفات والقاءات التلفزيونية. يقوم بمعالجة السكرتير الصحفي وقد يتحتم على بعض المرضى الانتظار لأكثر من شهرين حتى يتنسى لهم مقابلته والعلاج لديه. في يوم من الأيام تظهر امرأة أمام رينتارو لتكون السبب في تغيير حياته.

## الممثلون
- ساكاي ماساتو بدور رينتارو هينو.
- ميتشيكو كيتشيسي بدور ميزوشيما يوريكو.
- يو أوي بدور أومينو.
- يوكي أتشيدا بدور كايروكاورو.
- كيميكو يو بدور ماسودا إيكومي.
- واكانا سوكاي بدور ناكاهاتا ماكودا.
- كيشي ناغاتسوكا بدور ميغاوا تاكاهيرو.
- يوتاكا ماتشوغيشي بدور هاسومي ايسوكي.
- فوميو كوهيناتا بدور إينوجي كازو.

## نسب المشاهدة
| الحلقة                    | تاريخ البث | عنوان الحلقة                                            | سيناريو       | انتاج         | الحالة المرضية                         | نسبة المشاهدة |
| ------------------------- | ---------- | ------------------------------------------------------- | ------------- | ------------- | -------------------------------------- | ------------- |
| 1                         | 15 ابريل   | 悩める子羊達よ、さぁ! あなたの心を診ましょうか          | ناكازونو ميهو | نوبو ميزوتا   |                                        | 13.9%         |
| 2                         | 22 ابريل   | 恋愛は一過性の精神疾患のようなもの、そう僕は思っていた  | ناكازونو ميهو | نوبو ميزوتا   | ذهان                                   | 13.2%         |
| 3                         | 29 ابريل   | 愛に包まれた夫婦に起きた真夜中のDV事件!?                | ايتشي ميو     | اتسوشي ايزاوا | اضطراب نوم حركة العين السريعة السلوكي  | 13.7%         |
| 4                         | 6 مايو     | 踊る精神科医と踊れないバレリーナ! セクハラ疑惑は突然に! | ناكازونو ميهو | نوبو ميزوتا   | اضطراب الشخصية التمثيلي                | 13.9%         |
| 5                         | 13 مايو    | これは恋？精神科医はギャンブル依存少女に賭ける!?        | ناكازونو ميهو | نوبو ميزوتا   | إدمان القمار                           | 10.8%         |
| 6                         | 20 مايو    | 愛と憎しみの境界線とは？精神科医を襲うストーカー事件！  | ايتشي ميو     | اتسوشي ايزاوا | اضطراب الشخصية الحدي، الاضطراب المصطنع | 12.6%         |
| 7                         | 27 مايو    | 心を閉ざした少年に起きた奇跡!?ボクがママを守る！        | ناكازونو ميهو | نوبو ميزوتا   | طيف التوحد                             | 12.3%         |
| 8                         | 3 يونيو    | 白い巨塔の陰謀！視力を失った脳外科医の野望と決断        | ايتشي ميو     | اتسوشي ايزاوا | اضطراب النفسية                         | 11.0%         |
| 9                         | 10 يونيو   | 絶体絶命のスキャンダル!?仕組まれた破滅への道！          | ناكازونو ميهو | نوبو ميزوتا   | نهام عصبي                              | 12.7%         |
| 10                        | 17 يونيو   | 一番大切なものとは？人生をかけた最後の選択              | ناكازونو ميهو | نوبو ميزوتا   | تفاعل حاد للكرب                        | 13.0%         |
| متوسط نسبة المشاهدة 12.7% |            |                                                         |               |               |                                        |               |

## روابط خارجية
- الموقع الرسمي للدراما
- دكتور رينتارو على موقع IMDb (الإنجليزية)
- دكتور رينتارو على موقع كينوبويسك (الروسية)
- دكتور رينتارو على موقع قاعدة بيانات الفيلم (الإنجليزية)